# Vero Beach
Vero Beach è una città degli Stati Uniti d'America situata in Florida, nella Contea di Indian River, della quale è anche il capoluogo.